# Dharur
Dharur (o Fatehabad, Fatheabad) è una città dell'India di 18.350 abitanti, situata nel distretto di Beed, nello stato federato del Maharashtra. In base al numero di abitanti la città rientra nella classe IV (da 10.000 a 19.999 persone).

## Geografia fisica
La città è situata a 18° 49' 0 N e 76° 7' 0 E e ha un'altitudine di 738 m s.l.m..

## Società

### Evoluzione demografica
Al censimento del 2001 la popolazione di Dharur assommava a 18.350 persone, delle quali 9.552 maschi e 8.798 femmine. I bambini di età inferiore o uguale ai sei anni assommavano a 2.749, dei quali 1.482 maschi e 1.267 femmine. Infine, coloro che erano in grado di saper almeno leggere e scrivere erano 11.870, dei quali 7.069 maschi e 4.801 femmine.